# Piotr Sobolevski
Piotr Stanislavovitch Sobolevski (en russe : Пётр Станиславович Соболевский) (né le 22 mai 1904 à Tomsk et mort le 26 juin 1977 à Moscou) est un acteur soviétique.

## Biographie
Piotr Sobolevski fait partie du collectif la Fabrique de l'acteur excentrique (Feks) de Grigori Kozintsev et Leonid Trauberg. En 1932, il est diplômé de l'Institut de Théâtre de Léningrad. Il a joué dans plus de 50 films entre 1926 et 1973.

## Filmographie partielle
- 1926 : La Roue du diable
- 1926 : Le Manteau
- 1927 : Somebody Else's Coat (Chuzhoy pidzhak) de Boris Shpis (en) :  Galaev
- 1929 : La Nouvelle Babylone
- 1931 : La Seule
- 1936 : Les Marins de Kronstadt de Efim Dzigan
- 1952 : Maximka de Vladimir Braun : Ivanitch
- 1963 : La Tragédie optimiste de Samson Samsonov